# ネレウス (給炭艦)
|          |                              |
| 艦歴     |                              |
| 発注     |                              |
| 起工     | 1911年12月4日                |
| 進水     | 1913年4月26日                |
| 就役     | 1913年9月10日                |
| 退役     | 1922年6月30日                |
| その後   | 1941年12月10日以降に行方不明 |
| 除籍     | 1940年12月5日                |
| 性能諸元 |                              |
| 排水量   | 満載 19,360トン              |
| 全長     | 542 ft (165.2m)              |
| 全幅     | 65 ft (19.81m)               |
| 吃水     | 27 ft 8 in (8.43m)           |
| 機関     |                              |
| 最大速   | 15ノット                     |
| 乗員     | 236名                        |
| 兵装     |                              |

ネレウス (USS Nereus, AC-10) は、アメリカ海軍の給炭艦。プロテウス級給炭艦の2番艦。艦名はギリシア神話の海神ネレウスに因む。その名を持つ艦としては2隻目。

## 艦歴
ネレウスは1911年12月4日にバージニア州ニューポート・ニューズのニューポート・ニューズ造船所で起工し、1913年4月26日に進水、1913年9月10日に就役した。
1919年9月12日に海軍海外輸送サービスから外れ、その後は1922年6月30日にノーフォークで退役するまで大西洋艦隊で任務に従事した。退役後は1940年12月5日に除籍されるまでノーフォークで保管され、1941年2月27日にアルミニウム・カンパニー・オブ・カナダに売却、ネレウスはモントリオールを拠点とし、カリブ海からボーキサイトをアメリカ、カナダのアルミ精錬所に運搬した。
ネレウスは鉱石を積んでヴァージン諸島のセント・トーマス島を出航したが、1941年12月10日以降に行方不明となった。同航路では姉妹艦のサイクロプスもその消息を絶っていた。ネレウスは再び軍務に就く予定であった。ネレウスはドイツのUボートによって撃沈されたと推定された。しかしながら、本船の撃沈に言及したUボートの記録は無い。ネレウスの残骸は発見されなかった。